# Those Days
「Those Days」（ゾース・デイズ）は、日本のR&Bユニット、Sugar Soulのデビューシングル。

## 解説
- 1997年に発売された、インディーズ・デビュー作。
- 1999年12月10日に再発された。新作シングル「Siva 1999」と同時発売。

## 収録曲
1. You are my love (4:35)
作詞:Aiko Machida、作曲:Takehiro Kawabe・Aiko Machida、編曲:Sugar Soul
2. Those Days〜あの日にかえりたい (4:20)
作詞・作曲:荒井由実、編曲:Sugar Soul
3. 明日へ (4:52)
作詞・作曲:Aiko Machida、編曲:Sugar Soul
4. 今すぐ欲しい (5:13)
作詞:ZEEBRA・Aiko Machida、作曲:DJ HASEBE・Aiko Machida、編曲:Sugar Soul
倖田來未が、2006年にシングルでカバーした。
5. You are my love (DJ HASEBE remix) (4:34)

## 収録アルバム
- soul jam (#4、Soulive)
- sugar soul (#4)